# Redeemer of Souls
Redeemer of Souls ist das 17. Studioalbum von Judas Priest. Es erschien am 8. Juli 2014 bei Epic Records.

## Hintergrund
Redeemer of Souls wurde von Mike Exeter mit Glenn Tipton produziert. Es war das erste Album, das ohne Gründungsgitarrist K. K. Downing aufgenommen wurde. Dieser war 2011 durch Richie Faulkner ersetzt worden. Tipton sagte zum Album, man solle keine wilden Experimente erwarten: „Sometimes in the past we may have come under fire for being too adventurous musically – so we have listened...“ Er fügte hinzu: „From start to finish, Redeemer of Souls is 18 songs of pure classic-Priest metal.“

## Rezeption
Sebastian Kessler schrieb im Metal Hammer: „Dank viel Liebe zum Detail und jeder Menge Seele wird Redeemer of Souls nicht zur bloßen Werkschau, sondern ist Statement: So stark sind Judas Priest jetzt, hier, heute – und wenn die Metal-Götter uns gnädig sind, noch für lange Zeit. Sollte es jedoch das letzte Album sein, wäre es ein würdiger Abschied.“ Die Bewertung lag bei sechs von sieben Punkten.

## Titelliste
Alle Songs wurden von Glenn Tipton, Rob Halford und Richie Faulkner geschrieben.
| Nr.          | Titel                | Länge |
| ------------ | -------------------- | ----- |
| 1.           | Dragonaut            | 4:26  |
| 2.           | Redeemer of Souls    | 3:58  |
| 3.           | Halls of Valhalla    | 6:04  |
| 4.           | Sword of Damocles    | 4:54  |
| 5.           | March of the Damned  | 3:55  |
| 6.           | Down in Flames       | 3:56  |
| 7.           | Hell & Back          | 4:46  |
| 8.           | Cold Blooded         | 5:25  |
| 9.           | Metalizer            | 4:37  |
| 10.          | Crossfire            | 3:51  |
| 11.          | Secrets of the Dead  | 5:41  |
| 12.          | Battle Cry           | 5:18  |
| 13.          | Beginning of the End | 5:07  |
| Gesamtlänge: | Gesamtlänge:         | 61:58 |

| Nr.          | Titel          | Länge |
| ------------ | -------------- | ----- |
| 1.           | Snakebite      | 3:14  |
| 2.           | Tears of Blood | 4:19  |
| 3.           | Creatures      | 4:25  |
| 4.           | Bring It On    | 3:18  |
| 5.           | Never Forget   | 6:25  |
| Gesamtlänge: | Gesamtlänge:   | 83:39 |